# Нова Англія (гаряча точка)
29°24′ пн. ш. 29°12′ зх. д. / 29.4° пн. ш. 29.2° зх. д.
Гаряча точка Нова Англія, яку також називають гарячою точкою Великого Метеора, а іноді й Монтерегійською гарячою точкою (англ. New England hotspot) — вулканічна гаряча точка в північній частині Атлантичного океану.

## Шлях гарячої точки
Гаряча точка, рухаючись на схід — південний схід відносно Північноамериканської плити, створила інтрузиви Монтерегійських пагорбів у Монреалі та Монтережі, інтрузиви Білих гір у Нью-Гемпширі, підводні гори Нової Англії та Корнер-Райз біля узбережжя Північної Америки та підводні гори Зеварте на схід від Серединно-Атлантичного хребта на Африканській плиті, останні з яких включають його останній центр виверження, підводну гору Великий Метеор. Шлях Нової Англії (Великого Метеора або Монтерегійської гарячої точки) був використаний для оцінки руху Північноамериканської плити від Африканської плити від раннього крейдового періоду до сьогодення за допомогою системи відліку з фіксованою гарячою точкою.

## Геологічна історія

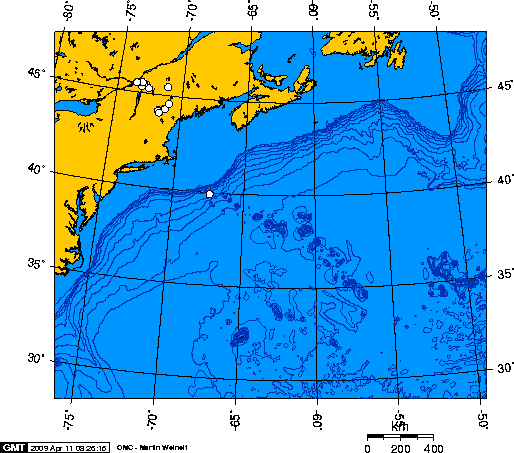
Частина шляху гарячої точки Нової Англії. Крайня західна біла точка — гора Моунт-Рояль у Монреалі. Біла точка біля континентального шельфу — це підводний вулкан Ведмежий

Геологічна історія гарячої точки Нової Англії є предметом багатьох дебатів серед геофізиків. Загальноприйнята думка полягає в тому, що вулканічна активність, пов'язана з гарячою точкою, є результатом руху Північноамериканської плити над нерухомим мантійним шлейфом. Під час перших великих епізодів вулканічної активності шлейф створив магматичні інтрузиви Монтерегійських пагорбів у південній частині провінції Квебек (Канада) та молодшу серію інтрузивів Білих гір у штаті Нью-Гемпшир (США) приблизно 124—100 млн років тому. Коли плита рухалася далі на захід, шлейф перемістився в океан, утворюючи підводні гори Нової Англії між 103 і 83 млн років тому. Після утворення підводної гори Нешвілл приблизно 83 млн років тому відбулася пауза у вулканічній активності, а вулканічний центр змістився на північ, утворивши підводні гори Корнер-Райз близько 80-76 млн років тому. Серединно-Атлантичний хребет пройшов над шлейфом близько 76 млн років тому, а відновлена вулканічна активність створила підводні гори Зеварте на Африканській плиті між 26 і 10 млн років тому.
Докази походження плюму включають зазначену вище вікову зміну, сейсмічні аномалії в нижній мантії під підводною горою Великого Метеора (хоча вони не поширюються на верхню мантію, як очікувалося для плюму), і співвідношення ізотопів гелію в ґрунтових водах на Монтерегійських пагорбах, які вказують на глибинне мантійне джерело. Відсутність очевидного сліду гарячої точки на захід від Монреалю раніше приписували нездатності мантійного шлейфу (плюму) проникнути через Канадський щит, відсутності впізнаваних вторгнень через ерозію або посилення шлейфу, коли він наближався до Монтерегійських пагорбів, але більш пізні дослідження виявили кімберлітові поля в Онтаріо та Нью-Йорку, датовані між 180 і 134 млн років тому, і в районі поселення Ранкін-Інлет, на північний захід від Гудзонової затоки, датовані між 214—192 млн років тому, які можуть бути більш давнім континентальним продовженням сліду гарячої точки.
Деякі докази, такі як відсутність базальту інтенсивного початкового розливу та прогресування віку вздовж вулканічної провінції Нова Англія-Квебек, не є тим, що очікується для походження плюму, тому було зроблено припущення, що неглибокий тектонічний механізм є більш вірогідним. Згідно з цією точкою зору, два сплески активності, які сформували вулканічну провінцію Нова Англія-Квебек і підводні гори Нової Англії, пов'язані з пасивним, неглибоким таненням, пов'язаним з розширенням літосфери в результаті тектонічних змін в Атлантичному океані, які реактивували зони структурної слабкості, що раніше існували і пов'язані з більш раннім палеоокеаном Япет. Вважається, що новітні підводні вулканічні гори відзначають окремі епізоди вулканічної активності вздовж різних ліній або сегментів однієї структурної тенденції, а не рух плити над фіксованим мантійним плюмом. Час вулканічної активності, який збігається з основними реорганізаціями меж плит, а також геохімічний аналіз Монтерегійських інтрузивів, який вказує на джерело літосферної мантії, підтверджують цю інтерпретацію.